# Adesmus nigriventris
Adesmus nigriventris là một loài bọ cánh cứng thuộc họ Xén tóc. Loài này được Fleutiaux và Sallé mô tả năm 1889. Loài này có ở Guadeloupe.